# Stenogobius kyphosus
Stenogobius kyphosus es una especie de pez de la familia de los Gobiidae en el orden de los Perciformes.

## Morfología
Los machos pueden llegar a alcanzar los 9 cm de longitud total y las  hembras 8,77.

## Hábitat
Es un pez de Agua dulce, de clima tropical y demersal.

## Distribución geográfica
Se encuentran en Asia: las Filipinas.

## Observaciones
Es inofensivo para los humanos.